# Bataille de Khanasser
Guerre civile syrienne
Batailles
La bataille de Khanasser a lieu du 21 au 29 février 2016 lors de la guerre civile syrienne.

## Déroulement

Situation au sud-est d'Alep en février 2016.
Zone contrôlée par le régime syrien et ses alliés
Zone contrôlée par les rebelles
Zone contrôlée par l'État islamique

Le 21 février 2016, les forces du régime syrien et ses alliés mènent une offensive contre les forces de l'État islamique à l'est d'Alep. Les hommes de l'EI se replient pour éviter d'être encerclés et abandonnent plusieurs villages aux loyalistes,. Mais les djihadistes se redéploient et contournent le lac Jabbūl pour s'en prendre à une autre cible. La nuit du 21 au 22 février, ils attaquent les environs de Khanasser, au sud-est d'Alep. Khanasser se tient sur la route d'approvisionnement qui relie Alep au gouvernorat de Hama, cette route est coupée au nord de la ville par les forces de l'État islamique et au sud par celles de Jound al-Aqsa, venues de l'ouest,. 
Le 23 février, l'État islamique attaque la ville de Khanasser et s'en empare le jour même,,. Une douzaine de villages tombent également aux mains de l'EI. Une contre-offensive est menée par l'armée arabe syrienne, les Forces de défense nationale, les Forces du Tigre du général Souheil al-Hassan, le Hezbollah, le Harakat Hezbollah al-Nujaba et le Liwa al-Quds, appuyés par l'aviation russe,. Le 25 février, la ville est reprise par les loyalistes,,. Cependant la route d'Alep reste coupée, et les accrochages se poursuivent dans les villages des alentours. Le 29 février, les loyalistes reprennent le contrôle de l'autoroute qui est déminée .

## Pertes
Selon l'Observatoire syrien des droits de l'homme (OSDH), au 23 février les combats ont fait au moins 16 morts chez les djihadistes et 35 chez les loyalistes. Al-Masdar indique de son côté que selon des sources loyalistes, les combats du 21 au 23 ont fait une douzaine de morts chez les djihadistes contre 21 morts et 27 blessés pour le régime. L'OSDH déclare ensuite que les affrontements du 22 au 26 février à Khanasser font au moins 61 morts chez les loyalistes — dont 4 miliciens du Hezbollah et 8 Iraniens — et 92 du côté de l'EI,. Le 28 février, au moins 26 membres des forces du régime et 14 djihadistes sont tués dans des combats au sud-est de la ville. Le 3 mars, l'OSDH revoit son bilan à la hausse et annonce que les combats livrés du 22 au 29 février à Khanasser et ses environs ont fait au moins 130 morts dans les rangs de l'EI, au moins 20 tués du côté de Jound al-Aqsa et au moins 94 morts du côté des forces loyalistes, dont neuf membres du Hezbollah et 16 miliciens iraniens et afghans,. Un haut commandant du Hezbollah, Ali Fayyad, figure parmi les morts,.

## Suites
La route de Alep à Hama est à nouveau coupée par les djihadistes la nuit du 4 au 5 mars, au niveau de Cheikh Hilal, au sud-ouest d'al-Ithriyah, dans le gouvernorat de Hama. Quinze soldats du régime sont tués.